# Parasyntormon mulinum
Parasyntormon mulinum är en tvåvingeart som beskrevs av Van Duzee 1922. Parasyntormon mulinum ingår i släktet Parasyntormon och familjen styltflugor.
Artens utbredningsområde är Kalifornien. Inga underarter finns listade i Catalogue of Life.